# Bezirk Wandsbek

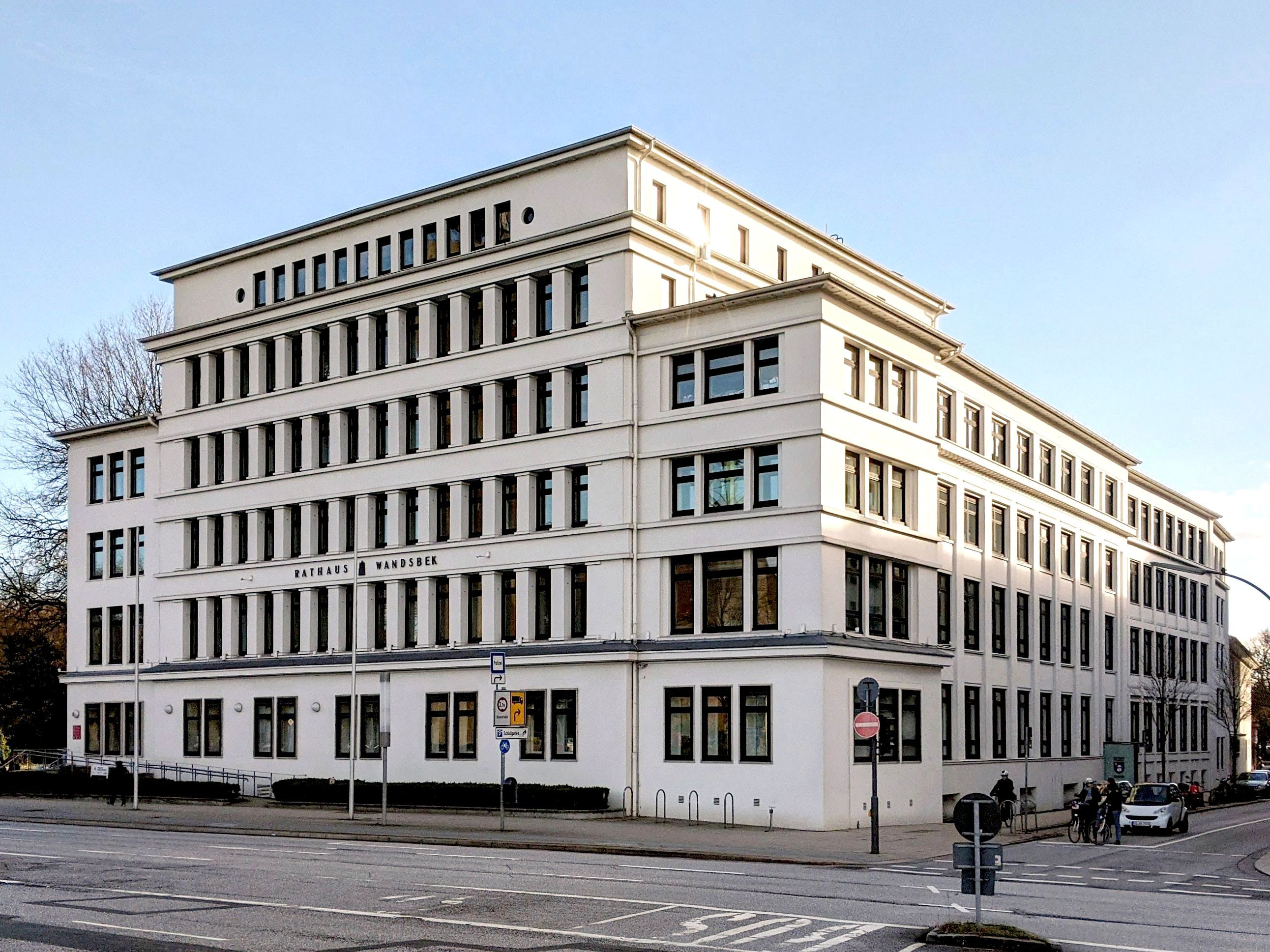
Das Stormarnhaus, Sitz des Bezirksamtes

Wandsbek [ˈvantsbeːk] ist einer von sieben Bezirken in Hamburg. Der mit 455.185 (Dezember 2023) Einwohnern bevölkerungsreichste Bezirk liegt im Nordosten von Hamburg und ist in 18 Stadtteile gegliedert.
Der Bezirk Wandsbek wurde durch das Gesetz über die Bezirksverwaltung in der Freien und Hansestadt Hamburg vom 21. September 1949 gebildet, das am 11. Mai 1951 in Kraft trat. Er umfasst das Gebiet der bis 1937 eigenständigen Stadt Wandsbek, weitere ehemals stormarnsche Gemeinden, die ebenfalls durch das Groß-Hamburg-Gesetz an Hamburg gefallen waren, sowie Eilbek und die Walddörfer, die schon seit dem Mittelalter zu Hamburg gehörten.

## Politik

### Bezirksversammlung
| Wahl zur Bezirksversammlung Wandsbek 2024Wahlbeteiligung: 61,8 % 3020100 27,927,719,411,07,06,9n. k.keine CDUSPDGrüneAfDLinkeFDPPiratenSonst.Gewinne und Verlusteim Vergleich zu 2019 %p 6 4 2 0 −2 −4 −6 −8+5,7+1,0−6,9+3,3−0,2−0,1−1,2−1,7CDUSPDGrüneAfDLinkeFDPPiratenSonst. |

### Bezirksamt Wandsbek
Das Bezirksamt Wandsbek ist seit 1949 Sitz der bezirklichen Verwaltung und der Bezirksversammlung des Bezirkes Wandsbek. Seinen Sitz hat das Bezirksamt in dem 1922/23 von dem bekannten Architekten Fritz Höger erbauten Stormarnhaus. Neben der Bezirksversammlung gliedert sich das Bezirksamt in folgende Dezernate:
- D1 Dezernat Steuerung und Service
- D2 Dezernat Bürgerservice
- D3 Dezernat Soziales, Jugend und Gesundheit
- D4 Dezernat Wirtschaft, Bauen und Umwelt

### Bezirksamtsleiter
- 1945–1954: Heinrich Müller (Bezirksleiter)
- 1954–1980: Achim-Helge Freiherr von Beust (CDU)
- 1980–1984: Rolf Lange (SPD)
- 1985–1987: Dieter Mahnke (SPD)
- 1987–1993: Ingrid Soehring (CDU)
- 1993–2001: Klaus Meister (SPD)
- 2001–2007: Gerhard Fuchs (CDU)
- 2007–2011: Cornelia Schroeder-Piller (CDU)
- seit 2011: Thomas Ritzenhoff (SPD)

### Wahlkreise
Für die Wahl zur Bürgerschaft und der Bezirksversammlung Wandsbek wurde der Bezirk Wandsbek in vier Wahlkreise eingeteilt:
| Wahlkreis                          | Einwohner | Wahlkreis- nummer | Karte                                         |
| ---------------------------------- | --------- | ----------------- | --------------------------------------------- |
| Wahlkreis Wandsbek                 | 102.279   | 11                | Lage des Wahlkreises Wandsbek                 |
| Wahlkreis Bramfeld – Farmsen-Berne | 102.979   | 12                | Lage des Wahlkreises Bramfeld – Farmsen-Berne |
| Wahlkreis Alstertal – Walddörfer   | 118.100   | 13                | Lage des Wahlkreises Alstertal – Walddörfer   |
| Wahlkreis Rahlstedt                | 86.413    | 14                | Lage des Wahlkreises Rahlstedt                |

### Städtepartnerschaften
Der Bezirk Wandsbek ist mit dem Bezirk Waltham Forest in London verschwistert.

## Stadtteile
| Stadtteil            | Fläche in km² | Einwohner 2023-12-31 | Einwohner/km² | Karte                                 |
| Bergstedt            | 7,1           | 10855                | 1438,87       | Lage von Hamburg-Bergstedt            |
| Bramfeld             | 10,1          | 53220                | 5033,47       | Lage von Hamburg-Bramfeld             |
| Duvenstedt           | 6,8           | 5977                 | 919,56        | Lage von Hamburg-Duvenstedt           |
| Eilbek               | 1,7           | 22693                | 12341,76      | Lage von Hamburg-Eilbek               |
| Farmsen-Berne        | 8,3           | 38624                | 4176,39       | Lage von Hamburg-Farmsen-Berne        |
| Hummelsbüttel        | 9,2           | 18669                | 1867,39       | Lage von Hamburg-Hummelsbüttel        |
| Jenfeld              | 5,0           | 29443                | 4950,2        | Lage von Hamburg-Jenfeld              |
| Lemsahl-Mellingstedt | 7,9           | 7029                 | 829,87        | Lage von Hamburg-Lemsahl-Mellingstedt |
| Marienthal           | 3,3           | 13879                | 3744,85       | Lage von Hamburg-Marienthal           |
| Poppenbüttel         | 8,1           | 24325                | 2782,22       | Lage von Hamburg-Poppenbüttel         |
| Rahlstedt            | 26,6          | 95743                | 3311,8        | Lage von Hamburg-Rahlstedt            |
| Sasel                | 8,4           | 24316                | 2782,22       | Lage von Hamburg-Sasel                |
| Steilshoop           | 2,5           | 19856                | 7709,2        | Lage von Hamburg-Steilshoop           |
| Tonndorf             | 3,9           | 15622                | 3510,51       | Lage von Hamburg-Tonndorf             |
| Volksdorf            | 11,6          | 20722                | 1756,21       | Lage von Hamburg-Volksdorf            |
| Wandsbek             | 6,0           | 38314                | 5598,5        | Lage von Hamburg-Wandsbek             |
| Wellingsbüttel       | 4,1           | 11097                | 2540,24       | Lage von Hamburg-Wellingsbüttel       |
| Wohldorf-Ohlstedt    | 17,3          | 4801                 | 258,67        | Lage von Hamburg-Wohldorf-Ohlstedt    |

Seit 2011 gliedert sich der Bezirk in fünf Regionalbereiche, die zum Teil die Aufgaben der früheren Ortsämter übernommen haben:
- Kerngebiet (bestehend aus Eilbek, Jenfeld, Marienthal, Tonndorf und Wandsbek, 104.000 Einwohner)
- Alstertal (Hummelsbüttel, Poppenbüttel, Sasel und Wellingsbüttel, 73.000 Einwohner)
- Bramfeld (mit Farmsen-Berne und Steilshoop, 105.000 Einwohner)
- Rahlstedt (86.000 Einwohner) und
- Walddörfer (Bergstedt, Duvenstedt, Lemsahl-Mellingstedt, Volksdorf und Wohldorf-Ohlstedt, 46.000 Einwohner)